# Cyanea longissima
Cyanea longissima (englischer Name: Streambank Cyanea) ist eine ausgestorbene hawaiische Pflanzenart aus der Familie der Glockenblumengewächse (Campanulaceae), die endemisch auf Maui war.

## Taxonomie
Cyanea longissima wurde 1919 von Joseph Rock in Monographic Study of the Hawaiian Species of the Tribe Lobelioideae Family Campanulaceae Seite 255 als Varietät Cyanea scabra var. longissima erstbeschrieben. Der Botaniker Harold St. John klassifizierte das Taxon 1978 als eigenständige Art Cyanea longissima (Rock) H.St.John in Phytologia Band 40 Seite 98.

## Beschreibung
Die Größe dieses Strauches ist nicht bekannt. Die schmal länglichen Laubblätter maßen 27 bis 45 Zentimeter. Der traubige Blütenstand bestand aus 50 bis 60 Millimeter großen weißen Blüten. Die eiförmigen orangen Beeren hatten einen Durchmesser von 10 bis 12 Millimeter. Cyanea longissima war vermutlich eine Vogelblume, d. h. die Samen wurden durch Vögel verbreitet und die Blüten durch Vögel bestäubt (Ornithophilie).

## Verbreitung und Lebensraum
Der Lebensraum von Cyanea longissima waren feuchte Wälder am Nordhang des Haleakalā auf Maui.

## Aussterben
Die Gründe für das Aussterben der Art sind weitgehend unbekannt. Sie wurde zuletzt 1927 gesehen. Vermutlich haben die Landumwandlung in Ackerland, Schweine, Ratten, Schnecken sowie die Verdrängung durch invasive Pflanzen zu ihrer Ausrottung beigetragen.